# Krakowska Kongregacja Kupiecka
Krakowska Kongregacja Kupiecka – zrzeszenie funkcjonujące na mocy ustawy z dnia 30 maja 1989 r. o samorządzie gospodarczym niektórych podmiotów gospodarczych (Dz.U. z 1989 r. nr 35, poz. 194 z późn. zm.).

## Historia
Historia Krakowskiej Kongregacji Kupieckiej sięga 1410 roku, kiedy to powstała „Krakowska Kongregacja Kupiecka Stołecznego, Królewskiego Miasta Krakowa”. Zaprzestała ona działalności w XVI i została reaktywowana w XVIII wieku. 17 stycznia 1722 roku rada miejska uchwaliła statut Kongregacji zatwierdzony później przez króla Augusta II. Kongregacja liczyła wtedy 56 członków, a w 1792 ich liczba wzrosła do 86. Członek musiał posiadać prawa miejskie i uiścić składkę do kasy brackiej w zamian uzyskiwał prawo do prowadzenia handlu na terenie Krakowa.
Na czele stała Rada Kongregacji. Należeli do niej starsi (wybierani w tajnych wyborach w pierwszą niedzielę po oktawieTrzech Króli) oraz konsyliarze. Rada zbierała się w izbie kupieckiej w Ratuszu, a po jego zburzeniu na ulicy Siennej 5 w sali Arcybractwa Miłosierdzia i Banku Pobożnego. Od 1901 roku za zgodą rady miejskiej Rada obradowała w budynku magistratu w sali nazywanej izbą kupiecką.
Od 1821 roku w skład Rady wchodziło 4 starszych i 12 radców.
Uchwalone w 1821 roku przez Senat Rządzący Wolnego Miasta Krakowa prawo o Urządzeniu Wolności Handlu wprowadzając zasadę wolnej wymiany handlowej ograniczyło wyłączność Kongregacji, a powstanie na terenie Galicji w 1850 roku Izb Handlowo-Przemysłowych złamało monopol Kongregacji jako organizacji kupieckiej. Izba przejęła większość jej uprawnień. Ustawą z 20 grudnia 1859 roku przekształcono Kongregację w dobrowolne stowarzyszenie kupców. Kongregacja od 1907 roku wydawała pismo „Kupiec Polski”. W 1939 roku posiadała około 40 oddziałów m.in. w Tarnowie, Bochni, Chrzanowie czy Nowym Sączu. Liczyła wtedy 833 członków. Podczas II wojny światowej kongregacja została włączona do Districtkammer für Gesamtwirtschaft (Izby Okręgowej).
Krakowska Kongregacja Kupiecka wznowiła działalność 1 lutego 1945 roku. W 1950 roku w ramach tzw. bitwy o handel została zlikwidowana i zastąpiona Wojewódzkim Zrzeszeniem Handlu Prywatnego i Usług. Zrzeszenie to podczas walnego zgromadzenia w dniu 21 października 1989 roku podjęło decyzję o reaktywowaniu Krakowskiej Kongregacji Kupieckiej.
Godłem Kongregacji jest unoszona przez fale koga, najważniejszym organem walne zgromadzenie, które wybiera Radę Kongregacji i prezesa.

## Nagrody i odznaczenia
W 2010 r. Kongregacja została wyróżniona złotym medalem Cracoviae Merenti.

## Prezesi
- Mieczysław Banaś (1989–1994)[2]
- Jan Okoński (1994–1998)
- Mieczysław Banaś (1998–2000)[2]
- Wojciech Wojtowicz (2000–2004)[3]
- Wiesław Jopek (2004 – )[3][4]